# Bam Bam Twist
Bam Bam Twist es un sencillo del cantautore y rapero italiano Achille Lauro, publicado el 18 de junio de 2020.
La canción contó con la participación del DJ italiano Gow Tribe y el dúo Frenetik&Orang3.
Fue certificado como doble platino en Italia.

## Vídeoclip
El vídeoclip fue publicado el 1 de julio de 2020. En el vídeo, Lauro canta con la chaqueta abierta acompañado por una banda y  una pareja que baila un twist a lo Pulp Fiction. Los protagonistas del clip son Claudio Santamaria y su esposa Francesca Barra.

## Posición en las listas
| Lista (2020)  | Posición |
| ------------- | -------- |
| Italie iTunes | 5        |
| Italie FIMI   | 19       |

| Lista (2020)       | Posición |
| ------------------ | -------- |
| Chypre             | 12       |
| Biélorussie        | 17       |
| République Tchèque | 17       |
| Luxembourg         | 26       |
| Swisse             | 35       |

| Lista (2020) | Posición |
| ------------ | -------- |
| Italia       | 47       |